# Morti nel 943
| Questa pagina contiene informazioni ricavate automaticamente dalle voci biografiche con l'ausilio del template Bio e di un bot. L'aggiornamento è periodico e automatico e ricostruisce completamente la pagina. Se manca una persona in questa lista, sei pregato di non aggiungerla, ma accertati piuttosto che la sua voce biografica contenga il template Bio e che i dati anagrafici siano correttamente compilati. Se il template Bio manca, inseriscilo tu stesso o, in alternativa, metti l'avviso {{tmp\|Bio}} che ne segnala la mancanza. Se i dati riportati sono sbagliati, correggi direttamente la voce biografica; le modifiche saranno visibili in questa lista entro pochi giorni. Per chiarimenti vedi il progetto biografie. La lista contiene solo le 9 persone che sono citate nell'enciclopedia e per le quali è stato implementato correttamente il template Bio. Pagina aggiornata al 19 ott 2024. |

- 23 febbraio - Erberto II di Vermandois, conte (n. 880)
- 26 febbraio - Muirchertach mac Néill, re irlandese
- 10 aprile - Landolfo I di Benevento, nobile longobardo
- 18 aprile - Fujiwara no Atsutada, poeta giapponese (n. 906)
- 4 luglio - Taejo di Goryeo, sovrano coreano (n. 877)
- 29 agosto - Principe Motoyoshi, poeta e nobile giapponese (n. 890)
- Alberico I di Mâcon, conte
- Ottone di Lotaringia, nobile
- Nasr ibn Ahmad, emiro persiano (n. 906)